# Бобелс (Северна Дакота)
Бобелс (енгл. Bowbells) град је у америчкој савезној држави Северна Дакота.

## Демографија
По попису из 2010. године број становника је 336, што је 70 (-17,2%) становника мање него 2000. године.
| Група             | 2000.       | 2010.       |
| Белци             | 401 (98,8%) | 322 (95,8%) |
| Афроамериканци    | 0 (0,0%)    | 0 (0,0%)    |
| Азијати           | 1 (0,2%)    | 9 (2,7%)    |
| Хиспаноамериканци | 1 (0,2%)    | 2 (0,6%)    |
| Укупно            | 406         | 336         |